# Ronny Maza
Ronny Jesús Maza Miranda (Maracaibo, Estado Zulia, Venezuela; 11 de mayo de 1997) es un futbolista venezolano que juega como delantero en el Mineros de Guayana de la Segunda División de Venezuela.

## Trayectoria

### Zulia
El 31 de enero de 2016 durante el Torneo Apertura 2016 (Venezuela), estuvo en el banquillo en la Primera Jornada del Torneo en la derrota 1-3 ante Deportivo Táchira.
Luego se iría en condición de préstamo al Portuguesa F. C..

### Torneo Apertura 2017
El 17 de febrero de 2017, haría su debut con el Zulia F.C. en el partido correspondiente a la Jornada 4 del Torneo Apertura 2017 (Venezuela) que terminaría en empate 2-2 ante Deportivo Lara, entrando de cambio al minuto 86 por Sergio Unrein en el partido disputado en el Estadio José Encarnación Romero de Maracaibo.
El 9 de abril de 2017, anotaría su primer gol con el Zulia F.C. en el partido correspondiente a la Jornada 10 del Torneo Apertura 2017 (Venezuela), en la victoria 3-2 ante Mineros de Guayana, entrando de cambio al minuto 64 por Luciano Guaycochea y anotando el gol de la victoria al minuto 79 en el partido disputado en el Estadio José Encarnación Romero de Maracaibo.
Durante este torneo disputó un total de 3 partidos, acumulando 89 minutos y anotando un gol.

### Copa Libertadores 2017
El 28 de abril de 2017, haría su debut en una competición internacional con tan solo 20 años de edad en el partido correspondiente a la Jornada 4 del Grupo 7 de la Copa Libertadores 2017 de la fase de grupos de la Copa Libertadores 2017, en el empate 1-1 ante Lanús, ingresando de cambio al minuto 60 por Sergio Unrein en el partido disputado en el Estadio José Encarnación Romero de Maracaibo.

### Torneo Clausura 2017
El 8 de octubre de 2017, anotaría su segundo gol con el Zulia F.C. en el partido correspondiente a la Jornada 14 del Torneo Clausura 2017 (Venezuela), en el empate 1-1 ante Portuguesa F. C. anotando gol al minuto 22 en el partido disputado en el Estadio José Encarnación Romero de Maracaibo.
El 22 de octubre de 2017, anotaría su tercer gol con el Zulia F.C. en el partido correspondiente a la Jornada 16 del Torneo Clausura 2017 (Venezuela), en la victoria 3-0 ante Atlético Socopó, ingresó de cambio al minuto 72 por  Brayan Palmezano y anotó gol al minuto 76 en el partido disputado en el Estadio José Encarnación Romero de Maracaibo.
Durante este torneo disputó 6 partidos, acumuló un total de 285 minutos y anotó 2 goles.

### Torneo Apertura 2018
Disputó un total de 96 minutos durante 3 partidos del Torneo Apertura 2018 (Venezuela), jugó contra el Estudiantes de Mérida en el Estadio José Encarnación Romero de Maracaibo, ante el Caracas F.C. en el Cocodrilos Sports Park de Caracas y ante el Aragua F. C. en el Estadio Olímpico Hermanos Ghersi Páez de Maracay respectivamente

### Portuguesa
El 3 de julio de 2016, sería su debut como profesional en el empate 1-1 ante el Caracas F.C. en el partido disputado en el Cocodrilos Sports Park de Caracas por la Jornada 1 del Torneo Clausura 2016 (Venezuela).
El 8 de agosto de 2016, daría su primera asistencia como profesional al minuto 6 en el empate 2-2 ante Estudiantes de Mérida en el partido disputado en el Estadio José Antonio Páez de Acarigua.
El 17 de septiembre de 2016, anotaría su primer gol como profesional al minuto 78 en la victoria 3-1 ante Deportivo Táchira en el partido disputado en el Estadio José Antonio Páez de Acarigua.

### Torneo Clausura 2018
El 12 de agosto de 2018, anotaría su primer gol con el Trujillanos F. C. en la Jornada 4 del Torneo Clausura 2018 (Venezuela) que culminaria en victoria 1-0 ante Mineros de Guayana al minuto 35 en el partido disputado en el Estadio José Alberto Pérez de Valera.
Durante este torneo disputó un total de 7 partidos, acumulando 259 minutos y anotando 1 gol.

### Torneo Apertura 2019
El 23 de marzo de 2019, daría su primera asistencia con el Trujillanos F. C. en la Jornada 10 del Torneo Apertura 2019 (Venezuela) al minuto 7 en la victoria 1-3 ante Deportivo Anzoátegui en el partido disputado en el Estadio José Antonio Anzoátegui.
El 3 de abril de 2019, anotaría su segundo gol con el Trujillanos F. C. en la Jornada 12 del Torneo Apertura 2019 (Venezuela) al minuto 40 en la victoria 1-2 ante Estudiantes de Caracas Sport Club disputado en el Estadio Olímpico Hermanos Ghersi Páez de Maracay.
El 5 de mayo de 2019, daría su segunda asistencia con el Trujillanos F. C. en la Jornada 17 del Torneo Apertura 2019 (Venezuela) al minuto 60 en la derrota 1-3 ante Llaneros de Guanare en el partido disputado en el Estadio José Alberto Pérez de Valera.
Durante este torneo jugó en 12 oportunidades, anotó 8 goles y repartió 1 asistencia.

### Torneo Clausura 2019
El 19 de agosto de 2019, daría su tercera asistencia con el Trujillanos F. C. en la Jornada 5 del Torneo Clausura 2019 (Venezuela), al minuto 1 en la derrota 3-2 ante Zulia F.C. en el partido disputado en el Estadio José Encarnación Romero de Maracaibo.
El 7 de septiembre de 2019, anotaría su tercer gol con el Trujillanos F. C. en la Jornada 8 del Torneo Clausura 2019 (Venezuela), al minuto 62 el gol de la victoria 3-2 ante Monagas S. C. en el partido disputado en el Estadio José Alberto Pérez de Valera.
El 22 de septiembre de 2019, anotaría su primer doblete con el Trujillanos F. C. y en su carrera profesional, en la Jornada 11 del Torneo Clausura 2019 (Venezuela), anotando los goles al minuto 48 y 52 en la victoria 1-2 ante Atlético Venezuela en el partido disputado en el Estadio Olímpico Hermanos Ghersi Páez de Maracay.
El 25 de septiembre de 2019, anotaría su sexto gol con el Trujillanos F. C., en la Jornada 12 del Torneo Clausura 2019 (Venezuela), anotando gol al minuto 45+2 en la derrota 1-2 ante Estudiantes de Caracas Sport Club en el partido disputado en el Estadio José Alberto Pérez de Valera.
El 28 de septiembre de 2019, anotaría su primer triplete con el Trujillanos F. C. y como jugador profesional en la Jornada 13 del Torneo Clausura 2019 (Venezuela), anotando los goles a los minutos 36, 38 y 64, en la victoria 2-3 ante Carabobo F.C. en el partido disputado en el Estadio Rafael Calles Pinto de Guanare.
Logrando así su primera gran racha goleadora en su carrera profesional, anotando 6 goles en 3 partidos consecutivos del Torneo Clausura 2019 (Venezuela) y en tan solo 6 días.
El 27 de octubre de 2019, anotaría su décimo gol con el Trujillanos F. C. en la Jornada 17 del Torneo Clausura 2019 (Venezuela) anotando gol al minuto 87 en la derrota 2-1 ante Llaneros de Guanare en el partido disputado en el Estadio Rafael Calles Pinto de Guanare. Además disputaría la Liguilla del Torneo Clausura 2019 (Venezuela) donde su equipo culminaria su participación en cuartos de final siendo eliminados por el Deportivo Lara.
Durante este torneo anotaría 8 goles en 19 partidos, disputando 1.119 minutos.

## Clubes

### Profesional
| Club                   | País      | Año            | Partidos | Goles |
| ---------------------- | --------- | -------------- | -------- | ----- |
| Zulia F.C.             | Venezuela | 2016- 2016     | 0        | 0     |
| Portuguesa F. C.       | Venezuela | 2016-2017      | 10       | 1     |
| Zulia F.C.             | Venezuela | 2017-2018      | 13       | 3     |
| Trujillanos F. C.      | Venezuela | 2018-2020      | 38       | 9     |
| Portuguesa Fútbol Club | Venezuela | 2021           | 16       | 1     |
| Angostura Fútbol Club  | Venezuela | 2023-2024      | 45       | 9     |
| Persiku Kudus          | Indonesia | 2024           | 12       | 2     |
| RANS Nusantara F.C.    | Indonesia | 2025           | 8        | 0     |
| Mineros de Guayana     | Venezuela | 2025- Presente | 11       |       |